# Sølvperovskia
Sølvperovskia (Perovskia atriplicifolia), også skrevet Sølv-Perovskia, er en staude eller halvbusk med en busket vækst, gråligt løv og lysviolette blomster. Arten er meget tørketålende og bruges mere og mere i haverne. Alle overjordiske dele af planten lugter kraftigt af æteriske olier.

## Beskrivelse
Sølvperovskia er en flerårig urt eller halvbusk med en opret eller opstigende vækstform. Stænglerne er runde i tværsnit og tæt dækkede af fine, grå hår. De forgrener sig kraftigt i den øverste halvdel. Bladene er modsat stillede, ægformede og fjersnitdelte eller dobbelt fjersnitdelte med tandet rand. Oversiden er grågrøn, mens undersiden er grå eller næsten hvid. 
Blomstringen sker i juli-oktober, hvor man finder blomsterne samlet i åbne, endestillede stande. De enkelte blomster er 5-tallige og uregelmæssige med lysviolette kronblade. Frugterne er kapsler med mange frø.
Rodnettet er kraftigt, både dybtgående og udbredt. 
Højde x bredde og årlig tilvækst: 1,00 x 1,00 m (100 x 100 cm/år).

## Hjemsted
Arten er naturligt udbredt fra Iran over Pakistan og Afghanistan til Tibet og Sinkiang i Kina. Den er knyttet til lysåbne voksesteder med tør og veldrænet, gerne kalkholdig jord. I Chiltan-Hazarganji National Parkens bjergrige, tørre landskab i Baluchistan, Pakistan, findes arten nær vandskellet sammen med bl.a. agermorgenfrue, hyrdetaske, Daphne oleoides (en art af dafne), esparsette-arter, europæisk heliotrop, filtbladet kongelys, flyvehavre, gedeøje-arter, gulhvid evighedsblomst, lancetvejbred, ledris-arter, liden tvetand, Melica persica (en art af flitteraks), Nepeta bracteata (en art af Katteurt), Perovskia abrotanoides (en anden Perovskia), smalbladet timian, Stipa arabica (en art af fjergræs), strandmalurt og taghejre

## Indholdsstoffer
Alle overjordiske dele af planten lugter kraftigt af æteriske olier. Man kan finde 48 forskellige olier, og blandt dem er følgende de mest betydningsfulde: 
- 1,8-cineol (21%),
- kamferolie (15%),
- limonen (9%),
- β-caryofyllen (8%),
- α-pinen (8%),
- α-humulen (6%),
- δ-3-caren (6%)

## Galleri
- Vækst-
form
- Blade
- Stængel
- Blomster-
stand
- Blomster
- Habitat

| Portal | Portal:Botanik |